# Raheny
Raheny (Ráth Eanna ou Ráth Eanaigh en  gaélique irlandais) est un quartier nord de Dublin en Irlande. 

## Histoire

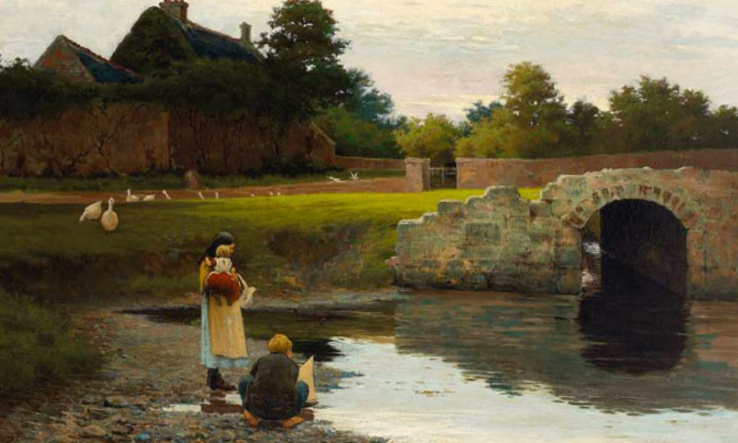
La rivière Santry à Raheny, peint par JM Kavanagh, en 1895.

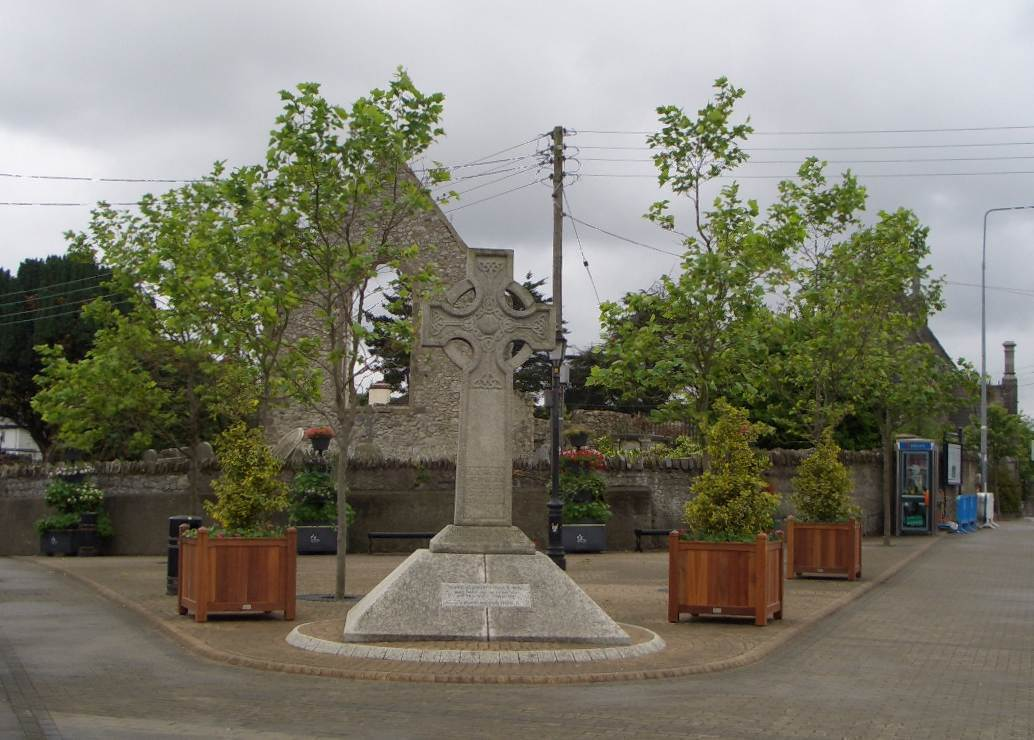
Place à Raheny, 2007.

Au cœur de Raheny se trouvent les restes d'un ancien ringfort (ou rath) d'où le quartier pourrait prendre son nom. Ce fort se trouve sous le village actuel, s'étendant des bords de Santry River jusqu'à l'église catholique romaine,  Windsor Motors, le centre scout et les deux églises St. Assam. Des fouilles ont été effectuées à cet endroit dans les années 1970.  
La vieille église St Assam est une reconstruction de 1712 d'un bâtiment construit en 1609 et qui pourrait être situé sur des installations religieuses plus anciennes. L'église St Assam plus récente, située en face, a été construite en 1864 à une époque où les catholiques romains avaient de nouveau le droit de posséder leurs propres églises.
Raheny possède aussi deux sources sacrés. Le premier puits se trouve dans le parc Sainte Anne, il est encore visible, mais est désormais sec. Le deuxième puis, dédié au saint patron du quartier, St Assam se situe dans un champ où se situe désormais l'église Our Lady Mother of Divine Grace
Au XVIIIe siècle, Raheny avait aussi un moulin à eau près de l'embouchure de Santry River ainsi que deux moulins à vent.

## Noms
Plusieurs explications existent pour l'origine du nom Raheny :
- de Ráth Eanna: le fort criculaire de Eanna, un ancien chef des environs.
- de Ráth Eanaigh: irlandais pour marais
- de MhicNamara, provenant de Rath Ain Abha: "noble forteresse de la mer"

L'origine du nom semble totalement perdue. Sur place, le plus utilisé est Ráth Eanna mais la version officielle serait plutôt Ráth Eanaigh